# September 2003
Dit artikel geeft een chronologisch overzicht van alle belangrijke gebeurtenissen per dag in de maand september van het jaar 2003.

## Gebeurtenissen

### 1 september
- Nederland - Vrachtwagenchauffeurs van de Vereniging Transport Ondernemers Nederland voeren actie omdat zij menen te snel beschuldigd te worden van het veroorzaken van ongevallen. Als actie rijden zij bij wegwerkzaamheden in het midden van de versmalde rijbanen, zodat ander verkeer niet kan passeren.
- België - de waarnemingen in het KMI te Ukkel leren dat de weerkundige zomer van 2003 (juni, juli en augustus) de warmste was sinds de metingen begonnen. De gemiddelde temperatuur was 19,7° (normaal 16,5°). Het laatste record dateerde van 1976 met 19,2°.
- Europese Unie - De stemming in het Europees Parlement over softwarepatenten is uitgesteld tot 22 september, mogelijk wegens acties van tegenstanders, zoals de betoging op 27 augustus.

### 2 september
- Frankrijk - In de regio Var in het massif des Maures zijn 3 brandweermannen levend verkoold toen ze een bosbrand trachtten te blussen.
- Aarde - Een op 24 augustus ontdekte planetoïde zal op 21 maart 2014 de aarde op een afstand van 50 000 km naderen. Er bestaat volgens de NASA zelfs een kans van 1 op 909 000 dat het hemellichaam met de afmeting van 0,8 tot 1,8 km doorsnee met de aarde in contact komt. De kracht die daaruit voorkomt gelijk aan 20 miljoen Hiroshima-atoombommen. Toch zou die kans door verdere observatie nog sterk kunnen dalen.

### 3 september
- Duitsland - In het Duitse Bochum heeft een 42-jarige chauffeur, die vergeten was dat hij zijn lederen aktetas met 10 000 euro erin op het dak van zijn wagen had gezet, een file veroorzaakt toen de bankbiljetten begonnen rond te dwarrelen.
- Wereldgezondheidsorganisatie - Internationale deskundigen hebben gewaarschuwd voor een nieuwe doorbraak van SARS, een seizoensgebonden ziekte die vooral in koudeperioden de kop kan opsteken. De eerste epidemie is bedwongen, maar het virus is niet uitgeroeid sprak een medewerker.
- Libanon - Israëlische jets openen het vuur op Hezbollahstellingen in Libanon.
- VN - De Verenigde Staten circuleren een ontwerp-resolutie voor een multinationale vredesmacht in Irak.

### 4 september
- Saoedi-Arabië - Politiemannen hebben in Saoedi-Arabië een lading luchtdoelraketten onderschept die via Jemen waren binnengesmokkeld. Ze waren bestemd voor terreuracties. Eerder hadden Britse- en Amerikaanse luchtvaartmaatschappijen hun vluchten uit voorzorg op een terreuraanslag geschrapt.
- China - 100.000 mensen zijn als gevolg van een dijkbreuk in de provincie Shaanxi geëvacueerd. Het gebied kampt al weken met hevige regenval die in Shaanxi en de aangrenzende provincie Hubei al aan 38 mensen het leven heeft gekost en 50 000 woningen verwoest heeft.
- Nederland - Het kabinet wil per 1 januari de koppeling van de uitkeringen aan de salarissen van de ambtenaren laten vallen.
- Duitsland - Bondspresident Johannes Rau maakt bekend zich niet kandidaat te willen stellen voor een tweede termijn.
- VN - Frankrijk en Duitsland verzetten zich tegen Amerikaanse plannen voor een vredesmacht in Irak omdat zij deze onder VN- in plaats van Amerikaanse leiding willen hebben.

### 5 september
- Nederland - In de zaak van de op 25 augustus ontvoerde en op 28 augustus teruggekeerde Lusanne van der Gun wordt 's ochtends een verdachte opgepakt, een 63-jarige man. Later op de dag doet de verdachte een bekentenis. Het motief voor de ontvoering zou financieel van aard zijn.
- Nederland - De Amsterdamse officier van justitie Koos Plooy wordt 24 uur per dag bewaakt wegens een mogelijke moordaanslag door de Amsterdamse onderwereld. Deze zou mogelijk Albanese huurmoordenaars hebben ingehuurd om de officier, die de bestrijding van de georganiseerde misdaad in zijn pakket heeft, te vermoorden.
- Verenigde Staten - De ruimte-infraroodtelescoop Space Infrared Telescope Facility (SIRTF) verzendt haar eerste beelden naar de aarde. Later wordt de SIRTF omgedoopt tot Spitzer Space Telescope.
- Noord-Amerika - In het attractiepark Disneyland in de staat Californië komt een man om en raken 10 mensen gewond als gevolg van een losgekomen wagentje van de achtbaan Big Thunder Mountain Railroad die in 1976 werd gebouwd.
- Borneo - Op het eiland Borneo is een nieuw soort dwergolifant ontdekt. De Borneose dwergolifant is een ondersoort van de Aziatische olifant. De Borneose dwergolifant heeft een sterk genetisch verschil met andere Aziatische olifanten, maar vermenging van het DNA met dat van de Aziatische olifant kan de soort doen uitsterven.

### 6 september
- Palestina - De Palestijnse premier Mahmoud Abbas heeft zijn ontslag aan premier Yasser Arafat aangeboden, wegens een conflict met Arafat over de zeggenschap over de veiligheidsdiensten.
- Aarde - De op 24 augustus ontdekte planetoïde 2003 QQ47 zal niet in 2014 op de aarde botsen. Verdere observaties hebben aangetoond dat een botsing rond deze datum en vele andere data uitgesloten is.
- Israël - Israël doet een aanval op een appartementencomplex in de stad Gaza, waar de top van Hamas bijeenkomt. Sheikh Hasim, geestelijk leider van Hamas, raakt lichtgewond.
- Het Nederlands voetbalelftal vervolgt de kwalificatiereeks voor het EK voetbal 2004 met een 3-1 thuiszege op Oostenrijk. Rafael van der Vaart, Patrick Kluivert en Phillip Cocu scoren in De Kuip voor de ploeg van bondscoach Dick Advocaat.

### 7 september
- Engeland - In Londen vindt een grote anti-terrorismeoefening plaats. Dit moet de hulpdiensten in staat stellen goed te reageren op een aanslag zoals o.a. één met gifgas in de metro.
- Zwitserland - De Belg Filip Meirhaeghe is wereldkampioen geworden op het WK mountainbiken in Lugano.
- Irak - Een transportvliegtuig van de VS is na het opstijgen van de luchthaven op Bagdad met raketten bestookt, maar deze misten doel.
- Internationaal - Volgens de VN is het gat in de ozonlaag sterk gegroeid en dreigt het groter te worden dan in het recordjaar 2000.
- Bermuda - Op het eiland vallen vier doden en is er grote schade door het overtrekken van een orkaan.
- Tsjetsjenië - De rebellenleider Basajev eist middels Internet een aanslag op die op 1 augustus werd gepleegd. Bij deze aanslag op een legerhospitaal in Mozdok vielen 50 doden.
- Verenigde Staten - President George W. Bush vraagt om 87 miljard dollar voor de kosten van de bezetting en wederopbouw van Irak.

### 8 september
- Noordzee - Uit het gezonken schip Tricolor lekt 100 ton stookolie.
- Verenigd Koninkrijk - Londen stuurt 1000 militairen extra naar Irak.
- België - Een obus (mortiergranaat) ontploft in Ieper wanneer een boer zijn veld ploegt. De tractor is zwaar beschadigd maar er raakte niemand gewond.
- Palestijnse Autoriteit - Ahmed Qurei aanvaardt de functie van premier van de Palestijnse Autoriteit. De Verenigde Staten en Europa reageren positief op zijn benoeming.

### 9 september
- Israël - Twee zelfmoordaanslagen van Hamas die 15 personen doden en vele anderen verwonden, blazen ook het stappenplan naar vrede grotendeels op.
- Singapore - Bij een man van Chinese afkomst wordt SARS vastgesteld, het eerste geval van de ziekte sinds juni.

### 10 september
- Zweden - De Zweedse minister van Buitenlandse Zaken Anna Lindh wordt slachtoffer van een steekpartij tijdens het kopen van kleding.
- Qatar - Het Arabische televisiestation al-Jazeera toont een videoboodschap van Osama bin Laden en zijn tweede man Ayman al-Zawahiri. Op een geluidsbandje zegt Zawahiri dat de echte oorlog nog niet is begonnen.
- Indonesië - Imam Samudra, de hoofdverdachte van de aanslag in Bali (oktober 2002), wordt ter dood veroordeeld.
- Palestina - Ahmed Qurei neemt Yasser Arafats aanbod om Palestijns premier te worden aan.
- Het Nederlands elftal lijdt de eerste nederlaag in de kwalificatiereeks voor het EK voetbal 2004. Tsjechië is in Praag met 3-1 te sterk voor Oranje, dat al na 14 minuten met tien man verder moet na de rode kaart (twee keer geel) voor Edgar Davids. Rafael van der Vaart maakt het enige doelpunt voor de ploeg van bondscoach Dick Advocaat.

### 11 september
- Zweden - Minister van buitenlandse zaken Anna Lindh sterft aan haar verwondingen, toegebracht in een steekpartij de voorgaande dag.
- Nederland - Door het uitbranden van een schakelstation wordt een Zuidwest-Drenthe en noord Overijssel urenlang verstoken van elektrische stroom. De rond 08:40 uur ontstane brand was pas rond 21:00 uur geblust en het duurde tot diep in de nacht dat de stroomvoorziening weer op gang kwam door het inzetten van noodaggregaten.
- Verenigde Staten - De 11 september 2001 aanslagen worden herdacht.
- Colombia - Een bom die zich op een paard bevindt explodeert en doodt 8 personen en het paard en verwondt minstens 20 andere personen. De verdachten zijn het FARC of andere rebellenbewegingen zoals de ELN.
- Israël - De Israëlische regering besluit de Palestijnse president Yasser Arafat uit te wijzen.

### 12 september
- VN - De Veiligheidsraad van de VN beslist met 13 stemmen tegen 0 om de sancties tegen Libië in verband met verschillende terroristische aanslagen op te heffen.
- VN - Arabische landen dienen een motie in die het Israëlische voornemen veroordeelt om Yasser Arafat uit te wijzen.

### 13 september
- Frankrijk - De Franse wijnoogst is het kleinst sinds 1991
- Zuid-Korea - Een taifoen heeft in Zuid-Korea aan minstens 78 personen het leven gekost. De tyfoon bereikte snelheden tot 216 km/h. En is de krachtigste wat betreft de windsnelheid sinds 1904
- Irak - Amerikaanse soldaten schieten 14 Iraakse politieagenten per vergissing dood.

### 14 september
- Guinee-Bissau - In het West-Afrikaanse land en voormalige Portugese kolonie vindt een staatsgreep plaats.
- Zweden - In een referendum stemt een meerderheid van 56% van de Zweden tegen de invoering van de euro.
- Estland - De Esten stemden in een referendum voor lidmaatschap van de Europese Unie.
- Duitsland - De luchthaven van Düsseldorf is een tijd ontruimd geweest in verband met een reeks valse bommeldingen.
- Mexico - De wereldhandelstop in Cancún is mislukt. Een groot aantal ontwikkelingslanden verlaat de conferentie nadat geen overeenstemming kan worden bereikt met de Verenigde Staten en de Europese Unie over de afschaffing van landbouwsubsidies.
- Nederland - Wim Kok wordt geïnstalleerd als Baron van Ooit door Het Land van Ooit.
- Duitsland - De volleyballers van Italië winnen voor de vijfde keer in de geschiedenis de Europese titel. In de finale is de ploeg van bondscoach Gian Paolo Montali met 3-2 te sterk voor Frankrijk. Sterspeler Andrea Sartoretti wordt na afloop van het toernooi uitgeroepen tot meest waardevolle speler.
- Japan - Bij de 22ste editie van de wereldkampioenschappen judo, die worden gehouden in Osaka, eindigt Nederland als elfde in het medailleklassement, dankzij één zilveren (Dennis van der Geest) en twee bronzen medailles (Deborah Gravenstijn en Edith Bosch).

### 15 september
- Iran - De Iraanse regering besluit om met het Internationaal Atoomenergie Agentschap samen te werken om aan te tonen dat het geen kernwapens ontwikkeld.
- Saoedi-Arabië - In een gevangenis in de hoofdstad Riyad komen 67 gedetineerden om bij een brand.
- België- Aan de Oostendebank 10 kilometer uit de kust wordt een walvis gesignaleerd.
- Verenigde Staten - Rechters bepalen dat de verkiezingen om gouverneur Gray Davis van zijn post te verwijderen en eventueel een nieuwe kandidaat te benoemen moeten worden uitgesteld omdat sommige districten nog verouderde stemcomputers hebben.

### 16 september
- Zweden - De Zweedse politie arresteert een 35-jarige verdachte voor de moord op Anna Lindh. Deze man bleek later onschuldig.
- Verenigde Staten - Oud NAVO-generaal Wesley Clark is presidentskandidaat voor de Democratische partij.
- Verenigd Koninkrijk - Een brand verwoest het Britse nationale museum voor motorfietsen in Birmingham. Van de 700 tentoongestelde motoren bleven slechts 300 gespaard. De brand lijkt te zijn veroorzaakt door een weggeworpen sigarettenpeuk.

### 17 september
- Dubai - Het televisiestation al-Arabiya zendt een videoboodschap uit van Saddam Hoessein die oproept tot een jihad (heilige oorlog) tegen de VS troepen in het Irak.
- Spanje - Wetenschappers starten een onderzoek naar de doodsoorzaak van de twee onlangs aangespoelde reuzeninktvissen.
- Nepal - Bij gevechten tussen het leger en de maoïstische rebellen komen 38 mensen om.
- Verenigde Staten - De staat North Carolina kondigt de noodtoestand af in verband met de aanstormende orkaan Isabel.
- Verenigde Naties - Een veiligheidsraadsresolutie die de Israëlische uitwijzing van Yasser Arafat zou veroordelen, wordt getroffen door een veto van de Verenigde Staten. Deze willen de resolutie niet aanvaarden omdat het Palestijnse terrorisme niet of onvoldoende afgewezen wordt.

### 18 september
- Verenigde Staten - De orkaan Isabel treft de oostelijke Verenigde Staten en veroorzaakt honderden miljoenen dollars schade, 40 doden en stroomuitval op grote schaal.

### 20 september
- Letland - De Letten stemmen in een referendum voor toetreding tot de Europese Unie. Hiermee hebben alle tien landen die in 2004 tot de Unie moeten toetreden voor toetreding gestemd.
- Irak - Aquila al-Hashimi, een lid van de Iraakse regeringsraad, wordt neergeschoten. Zij overlijdt op 25 september aan haar wonden.

### 21 september
- Zuid-Korea - President Roh Moo-hyun en 40 parlementsleden stappen uit de regerende Millennium Democratische Partij en richten een eigen partij op.
- Duitsland - Bij deelstaatverkiezingen in Beieren haalt de regerende CSU een grote overwinning, en komt uit op meer dan 60%. De SPD bereikt een historisch dieptepunt van 19%. Met deze uitslag bereikt de CSU als eerste partij in de geschiedenis van de Bondsrepubliek een tweederdemeerderheid in een deelstaatparlement.
- Verenigde Staten/heelal - De Galileo ruimtesonde verbrandt geheel volgens plan in de atmosfeer van de planeet Jupiter. De sonde heeft bijna 9 jaar in een baan rond Jupiter gevlogen ten behoeve van wetenschappelijk onderzoek van de planeet, haar omgeving en haar manen. Galileo geldt als een van de succesvolste missies van de Nasa ooit.
- De Vlaamse weerman Armand Pien is op 83-jarige leeftijd overleden aan een hartinfarct. Armand Pien was 37 jaar weerman van de Belgische openbare televisie (NIR, later BRT, BRTN en VRT 1953-1990).

### 22 september
- NAVO - De Nederlandse minister van buitenlandse zaken Jaap de Hoop Scheffer wordt benoemd tot de nieuwe secretaris-generaal van de NAVO. Hij volgt de Schot Lord Robertson op.
- Irak - Bij het gebouw van de Verenigde Naties in Bagdad ontploft een autobom. Er vallen twee doden; de dader zelf en een politieagent die hem trachtte tegen te houden. Elf mensen raken gewond.

### 23 september
- Nederland - Drie dagbladen - Het Haarlems Dagblad, Het Leids Dagblad en de Gooi- en Eemlander - besluiten met onmiddellijke ingang te stoppen met de publicatie van de strip Dirk Jan. Aanleiding is de aflevering Homo van enkele dagen terug waarin een leraar zich op het schoolplein vergrijpt aan een leerling. De andere zeven bij de GPD aangesloten kranten zien geen reden om ook te stoppen.

### 24 september
- Verenigd Koninkrijk - Microsoft maakt bekend dat het in 28 landen vanaf 14 oktober chatrooms zal sluiten, omdat in de chatrooms te veel pornografie verspreid wordt, en pedofielen contact zoeken met kinderen.
- Zweden - De politie arresteert de 25-jarige Mijailo Mijailovic als verdachte van de moord op Anna Lindh. Deze man zou op 8 januari 2004 bekennen, nadat zijn DNA overeenkwam met dat op het moordwapen en de gevonden kleding.

### 26 september
- Japan - Het Japanse eiland Hokkaido wordt getroffen door twee zware aardbevingen.

### 28 september
- Frans-Guyana - Om 1:14:49 Nederlandse tijd wordt vanaf de lanceerbasis Centre Spatial Guyanais bij Kourou (Frans-Guyana) de SMART-1 gelanceerd, de eerste Europese ruimtesonde die door de Europese Ruimtevaartorganisatie ESA naar de maan wordt gezonden.
- Nederland - Even na 01.00 uur is in de koeltoren van de Amercentrale te Geertruidenberg een steiger ingestort, waarbij vijf mannen zijn overleden.
- Italië - Rond 5.00 uur 's nachts valt in vrijwel heel Italië de stroom uit, bijna 57 miljoen mensen zitten in het donker. Aanvankelijk legden de Italiaanse autoriteiten de schuld bij de Fransen, later werd bekend dat een omgewaaide boom over hoogspanningskabels in Zwitserland de oorzaak zou zijn.
- Europa - Over het hele continent, in grote steden als Oslo, Parijs, Berlijn en vooral Londen, vinden betogingen plaats tegen de Amerikaanse bezetting van Irak; in Londen moet vooral ook Tony Blair het ontgelden.

### 29 september
- Nederland - In Rotterdam vindt een betoging van havenarbeiders plaats tegen de liberalisering van de havenarbeid. Bij de betoging vinden rellen plaats en moet de ME meermalen ingrijpen
- Verenigde Staten - In navolging van Europa in het voorgaande weekend, vinden in grote steden als Boston, San Francisco en New York betogingen plaats tegen de Amerikaanse bezetting van Irak
- Het VN-verdrag tegen grensoverschrijdende georganiseerde misdaad treedt in werking

### 30 september
- Nederland/Frankrijk - De luchtvaartmaatschappijen KLM en Air France ronden vandaag fusieonderhandelingen af; ze zullen samengaan in een holding onder de naam Air France-KLM. De verwachting is dat in een later stadium ook de Italiaanse maatschappij Alitalia in deze alliantie deel zal gaan nemen.
- Nederland - Ben Bot wordt door Koningin Beatrix benoemd tot minister van buitenlandse zaken, ingaande 3 december; hij volgt dan Jaap de Hoop Scheffer op, die het ambt verlaat om secretaris-generaal van de NAVO te worden.
- Noord-Korea - De Noord-Koreaanse regering kondigt aan niet verder te willen onderhandelen met de Verenigde Staten, Japan en China over zijn kernwapenprogramma.
- België - Nizar Trabelsi, de ex-voetbalprof uit Tunesië wordt veroordeeld tot 10 jaar gevangenisstraf wegens het beramen van een aanslag op een vliegbasis in het kader van terroristische activiteiten van Al Qaida.
- Duitsland - Nabij Keulen, op de Rijn loopt een gastanker vast door de lage waterstand.
- Italië - Zo'n 70 passagiers raken gewond bij de ontsporing van een trein nabij Bologna.
- Afghanistan - Een Afghaan (aanhanger van de Taliban) en twee Amerikanen komen om bij een vuurgevecht; ook raken er twee Amerikaanse soldaten gewond.
- Dagestan - Vier agenten komen om in Chasavyoert als hun auto door onbekenden beschoten wordt.
- Verenigde Staten - Na verkiezing door de top van de Republikeinse partij is Arnold Schwarzenegger officieel Republikeins kandidaat voor het gouverneurschap van de staat Californië.

## Overleden
<< · januari · februari · maart · april · mei · juni · juli · augustus · september · oktober · november · december · >>